# JaMZ
Jaroslavskij motornij zavod - JaMZ oz. OAO «Autodizel» (rusko ОАО «Автоди́зель» (Яросла́вский мото́рный заво́д), ЯМЗ) je ruski podjetje, ki proizvaja motorje za ruske, ukrajinske in beloruske proizvajalec motornih vozil. V preteklosti so proizvajali tudi tovornjake, avtobuse in troljebuse. Trenutno je podjetje del skupine GAZ

## Tovornjaki
V letih 1925−1951 je JaMZ proizvajal težke tovornjake

### Predvojni modeli
- Ja-3 (1925-1928, kopija tovornjaka White TAD)
- Ja-4 (1928-1929)
- Ja-5 (1929-1934)
- Ja-11
- Ja-12 (1943-1946)
- Ja-13
- JaG-3 (1932-1934)
- JaG-4 (1934-1936)
- JaG-5
- JaG-6 (1936-1942)
- JaG-7 (1939, prototip)
- JaG-10 (1932)
- JaG-12 (1932, prototip)
- JaS-1 (1935-1936, kiper verzija tovornjaka JaG-4)
- JaS-3 (1936-1942, kiper verzija tovornjaka JaG-6)
- JaS-4 (1939, kiper na podlagi JaG-7)
- JaSP (1934, prototipno polgosenični tovornjakv na podlagi Ja-5)

### Povojni modeli
- JAZ-200 (1947-1950, proizvodnja premaknjena v MAZ)
- JAZ-205 (1945-1946, proizvodnja premaknjena v MAZ)
- JAZ-210 (1951-1958)
- JAZ-214 (1956-1959, proizvodnja premaknjena v KrAZ)
- JAZ-218 (1954 ali 1957, prototipni kiper)
- JAZ-219 (1957-1959, proizvodnja premaknjena v KrAZ)
- YAZ-221 (1957-1958, proizvodnja premaknjena v KrAZ)
- YAZ-222
- JAZ-225 (1949, proizvodnja premaknjena v MAZ in preimenovan v MAZ-525)
- JAZ-226 (prototip)

### Avtobusi
- Ja-6 (1929-1932,)
- JaA-2 (1932, prototip)
- JaA-3

### Troljebusi
- JaTB-1 (1936)
- JaTB-2 (1937)
- JaTB-3 (1938)
- JaTB-4 (1938)
- JaTB-4a (1941)
- JaTB-5 (1941)

## Batni motorji
JaMZ proizvaja več modernih motorjev
- JaMZ-530, družina 4- ali6-valjnih vrstnih motorjev z močjo 120-312 KM (Euro IV standard)
- JaMZ-650 6-valjni motor s 362-412 KM (Euro III/Euro IV standard)

### Motorji v preteklosti
- YAZ-204 4-valjni vrstni (1947-1959, kopija od Detroit Diesel 4-71), sedaj proizvaja KrAZ
- YAZ-206 6-valjni vrtsni (1947-1959, kopija od Detroit Diesel 6-71), sedaj proizvaja KrAZ
- JaMZ-236 V6
- JaMZ-238 V8
- JaMZ-240 V12